# Хьюз, Том (бейсболист, 1878)
Томас Джеймс «Длинный Том» Хьюз (англ. Thomas James «Long Tom» Hughes, 29 ноября 1878, Чикаго, Иллинойс — 8 февраля 1956, там же) — американский бейсболист, питчер, выступавший в Главной лиге бейсбола с 1900 по 1913 год. Победитель Мировой серии 1903 года в составе «Бостон Американс».

## Биография
Том Хьюз родился 29 ноября 1878 года в Чикаго. Его родители Патрик Хьюз и Бриджит Макнэлли переехали в США из Ирландии детьми, незадолго до окончания Гражданской войны. В детстве Том и его младший брат Эд, также ставший профессиональным спортсменом, проводили свободное время за игрой в бейсбол на пустырях. 
В сентябре 1900 года Хьюз подписал контракт с «Чикаго Орфанс». В составе команды он дебютировал в Главной лиге бейсбола, а в следующем сезоне провёл на поле рекордные для себя 308 1/3 иннингов. Том одержал 10 побед при 23 поражениях, но привлёк внимание двух клубов Американской лиги: «Филадельфии» Конни Мака и «Балтимор Ориолс» Джона Макгро. Предложение последнего было выгоднее и Хьюз перешёл в «Балтимор». 
В составе «Ориолс» он играл недолго. Летом началась распродажа игроков команды и в июле Хьюз оказался в «Бостон Американс». До конца сезона он успел сыграть в восьми матчах и одержал три победы при трёх поражениях с пропускаемостью 3,28. В 1903 году, ставшему для команды победным, Том был одним трёх стартовых питчеров «Американс». В регулярном чемпионате он одержал двадцать побед, лучший показатель в своей карьере. В Мировой серии против «Питтсбурга» Хьюз начал третью игру, но провёл на поле всего два иннинга. В межсезонье менеджер «Бостона» Джимми Коллинз обменял его в «Нью-Йорк Хайлендерс» на питчера Джесси Таннехилла.
За «Хайлендерс» Хьюз сыграл всего в восемнадцати матчах. В июле 1904 года его обменяли в «Вашингтон Сенаторз», одну из худших команд того времени. С 1904 по 1909 год Том провёл за них 184 игры, проиграв 85 из них, а «Сенаторз» не поднимались в таблице выше седьмого места. При этом сам он сезон 1905 года закончил с показателем пропускаемости 2,35 и сыграл шесть «сухих» матчей. После окончания чемпионата одна из газет Вашингтона даже организовала сбор средств среди болельщиков. На эти деньги для Хьюза была приобретена булавка для шарфа с бриллиантом. В чемпионате 1906 года его пропускаемость выросла до 3,62, а сам Том заявил, что хочет покинуть Американскую лигу и лучше будет играть за любителей. В местных газетах появились сообщения, что тренер «Сенаторз» Джейк Шталь отстранил Хьюза от игр из-за злоупотребления алкоголем. В межсезонье новым тренером был назначен Джо Кантиллон. Том вернулся в состав, но провёл ещё один неудачный год, одержав семь побед при четырнадцати поражениях. 
Появление в составе Уолтера Джонсона позволило команде улучшить свои результаты. В 1908 году «Вашингтон» одержал 67 побед, а Хьюз впервые за время выступлений за «Сенаторз» выиграл больше, чем проиграл. Вдохновлённый этим, он подписал новый контракт на следующий год и попросил руководство клуба не обменивать его. Однако, всё сложилось иначе. На старте чемпионата 1909 года Том играл нестабильно и, после тринадцати игр, его отправили в «Миннеаполис Миллерс». В лиге уровнем ниже он был суперзвездой. В 1910 году Хьюз привёл «Миллерс» к победе в чемпионате и стал лучшим в Американской ассоциации по количеству побед и сделанных страйкаутов. В сентябре «Вашингтон» выкупил его контракт.
Весной 1911 года он снова приступил к тренировкам в составе «Сенаторз». Тома беспокоили боли в руке, но он отыграл 223 иннинга с пропускаемостью 3,47. В 1912 году этот показатель снизился до 2,94. Следующий сезон стал для него последним в Главной лиге бейсбола. Проблемы с рукой усилились, он выиграл всего четыре матча при двенадцати проигранных. После завершения чемпионата «Вашингтон» отправил его в «Лос-Анджелес Энджелс» из Лиги Тихоокеанского побережья. За различные команды младших лиг он выступал ещё десять лет. Окончательно Хьюз завершил карьеру в возрасте 47 лет в 1926 году.
Оставшуюся часть жизни Том провёл в Чикаго. У него было семеро детей. Он работал в таверне, затем был смотрителем парков. Время от времени он играл за местные любительские команды. Скончался Том Хьюз 8 февраля 1956 года от пневмонии.